# Euphorbia arbuscula
Euphorbia arbuscula är en törelväxtart som beskrevs av Isaac Bayley Balfour. Euphorbia arbuscula ingår i släktet törlar, och familjen törelväxter. IUCN kategoriserar arten globalt som nära hotad.
Artens utbredningsområde är Socotra. Inga underarter finns listade i Catalogue of Life.

## Bildgalleri

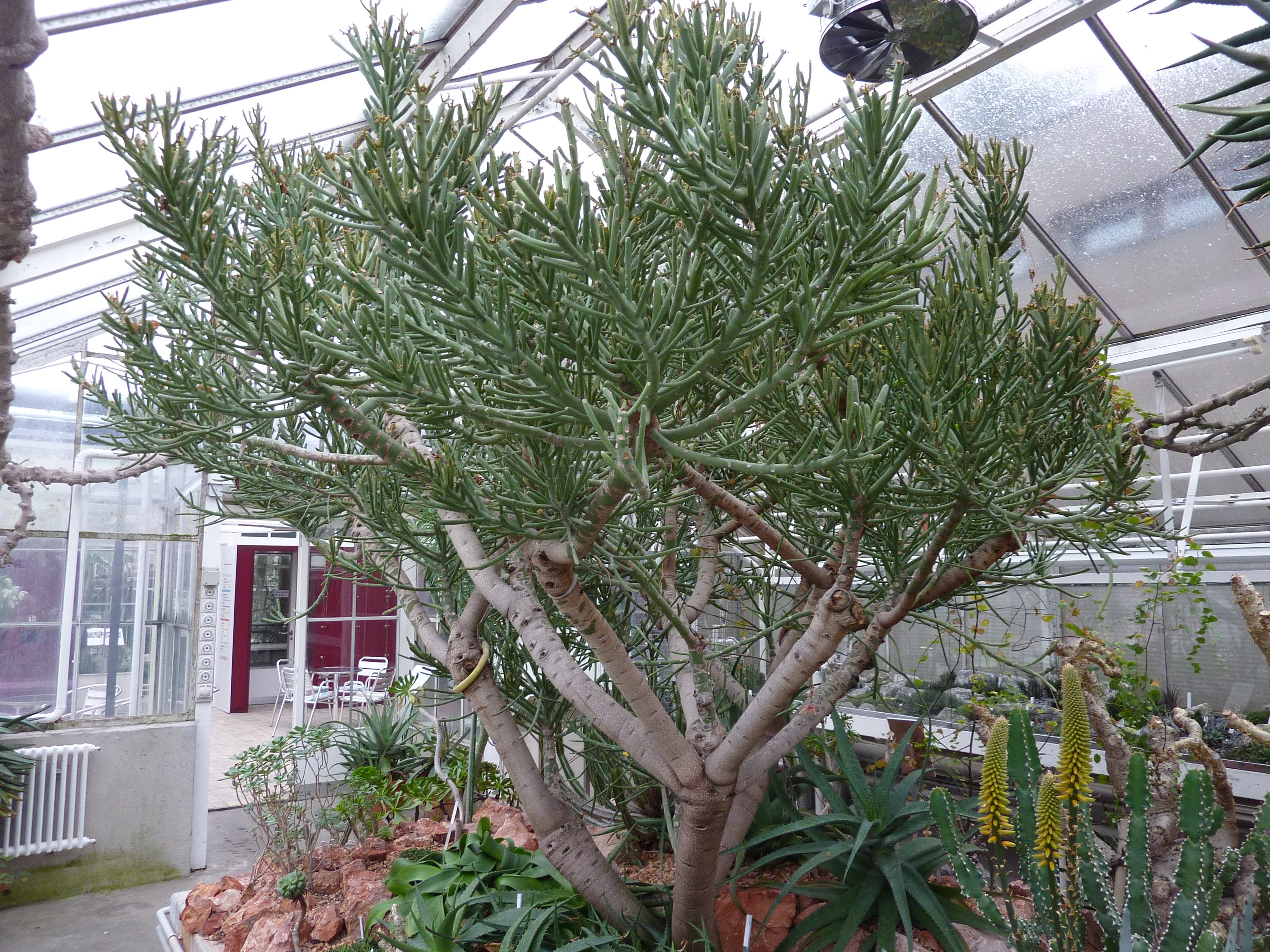